# Port lotniczy Broome
Port lotniczy Broome (IATA: BME, ICAO: YBRM) – regionalny port lotniczy położony w Broome, w stanie Australia Zachodnia, w Australii. 
Port lotniczy Broome jest regionalnym węzłem północno-zachodniej części Australii Zachodniej. Uważa się go za bramę do Kimberley. Obsługa ponad 300 tys. pasażerów rocznie. Jest to największy regionalny port lotniczy w stanie.

## Linie lotnicze i połączenia

### Krajowe
- Airnorth (Darwin, Kununurra)
- Golden Eagle Airlines (Derby, Fitzroy Crossing, Halls Creek)
- Qantas (Melbourne [sezonowo], Perth, Sydney [sezonowo])
- Skywest Airlines (Darwin, Exmouth [sezonowo], Kununnurra, Perth)
- Virgin Blue (Adelaide, Perth)

### Międzynarodowe
- Skywest Airlines (Denpasar/Bali) [sezonowo]